# Monument à l'amiral Bruat
Le Monument à l'amiral Bruat est une sculpture en bronze d'Auguste Bartholdi inaugurée en 1864, située à Colmar, dans le département français du Haut-Rhin, classée au titre des monuments historiques depuis le 7 août 1946.

## Localisation
Cette œuvre est située sur le Champ-de-Mars à Colmar.

## Historique
À la suite de la mort d'Armand Joseph Bruat (Colmar 1796- en mer 1855), le maire de l'époque, Henri de Peyerimhoff décide de l'édification d'un monument à son effigie. La statue a été conçue par Auguste Bartholdi, lui-même natif de la ville, et inaugurée le 21 août 1864,.
À la suite de l'annexion, la statue est renversée par les autorités allemandes le 9 septembre 1940. La statue est restaurée après la libération en 1958, par l'architecte Michel Porte et le sculpteur Gérard Choain, tout comme le monument au général Rapp située non loin.
Les têtes originales sont conservées à Colmar au musée Bartholdi.
On peut lire sur le socle les inscriptions des nombreux exploits de l'amiral (Sébastopol, Îles Marquises…).
L'histoire veut que la tête de l'Africain fut à l'origine de la vocation de médecin de brousse d'Albert Schweitzer.
La statue, à l'exception du socle, fait l'objet d'un classement au titre des monuments historiques depuis le 7 août 1946.

## Description
La partie architecturale est l'œuvre de Michel Porte.
Le monument mesure 3,1 m de haut.
La fontaine se compose d'un bassin circulaire en grès rose des Vosges. Quatre figures allégoriques dues au sculpteur Gérard Choain représentant les parties du monde que le marin parcourut : l'Asie, l'Afrique, l'Océanie et l'Amérique.
À l'origine, l'eau jaillissait des gueules de quatre monstres marins.

## Galerie

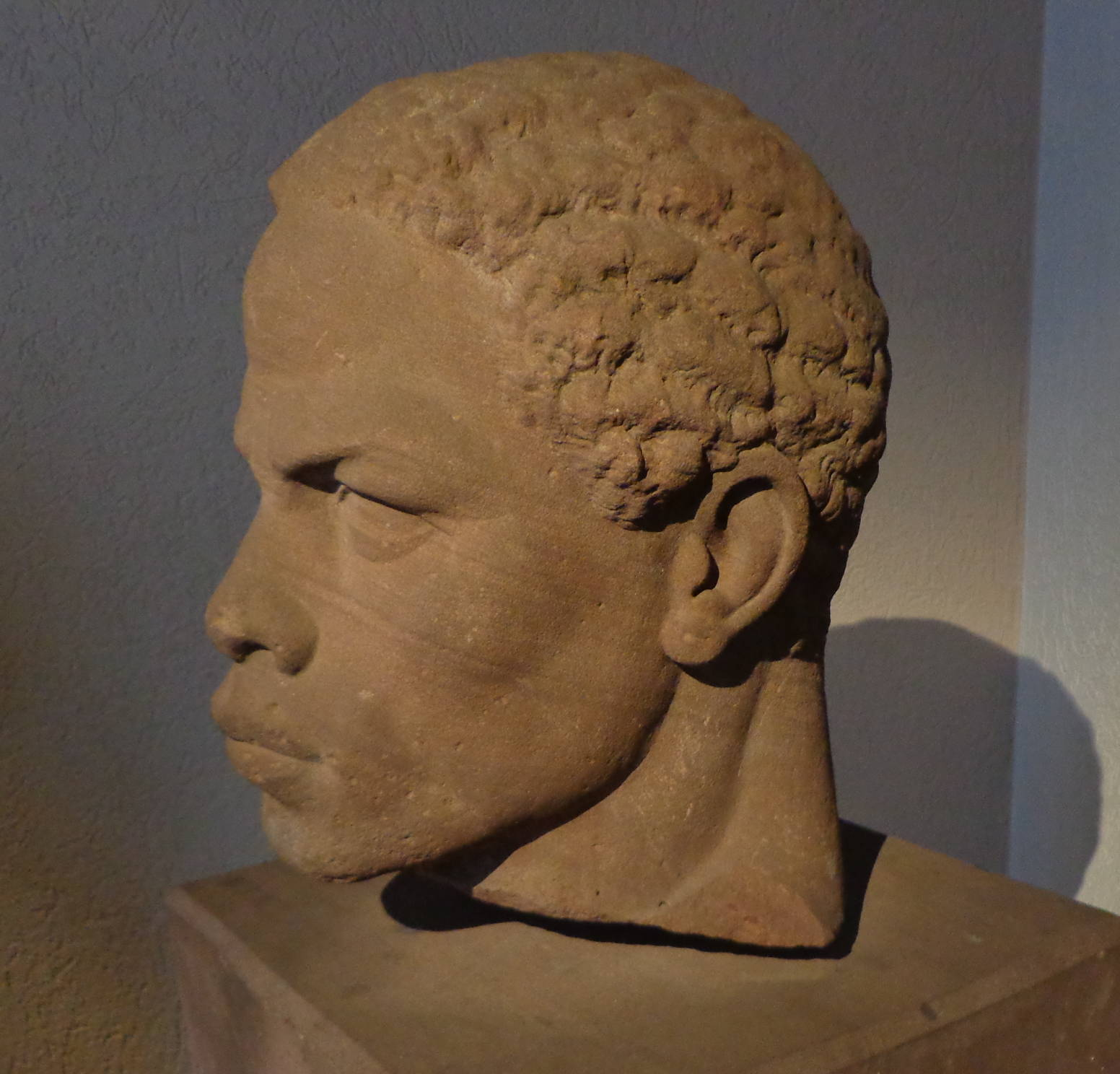
Tête d'africain (profil).
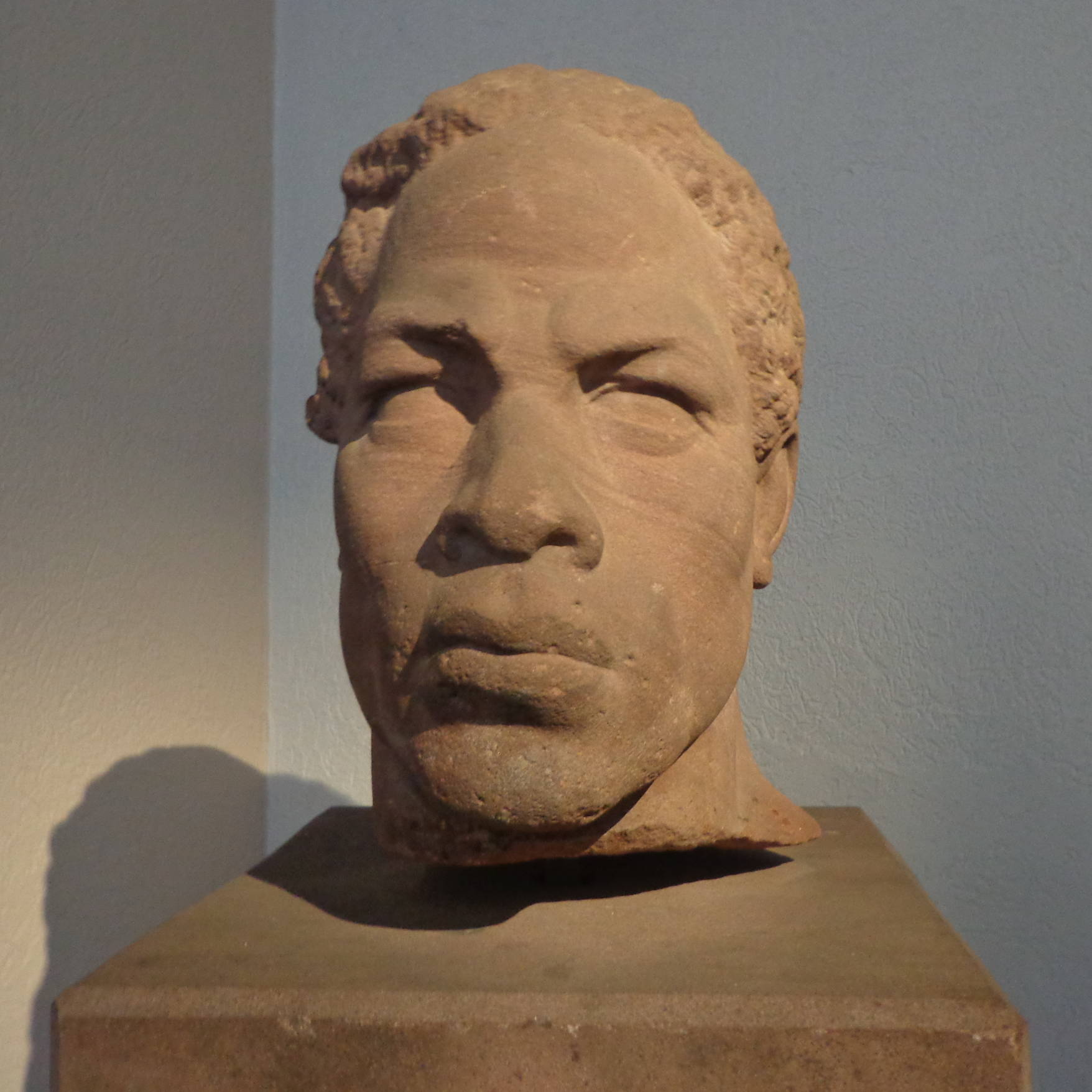
Tête d'africain (face).